# Helmar Bley (Rechtswissenschaftler)
Helmar Bley (* 11. Juli 1929 in Chemnitz; † 6. Februar 2009) war ein deutscher Rechtswissenschaftler, Hochschullehrer und Sozialrechtler.

## Leben und Wirken
Bley wurde 1963 promoviert. Anschließend war er von 1964 bis 1972 als Richter am Sozialgericht Freiburg und Landessozialgericht Baden-Württemberg tätig. Von 1972 bis 1978 lehrte er als Wissenschaftlicher Rat und Professor an der Universität Freiburg. 1978 wurde er zum ordentlichen Professor für Sozial- und Arbeitsrecht an die Universität Bamberg berufen. 1994 wurde er emeritiert.

## Schriften (Auswahl)
- Die Universitätskörperschaft als Vermögensträger. 1963.
- Handbuch der öffentlichen Sozialleistungen. 1987.
- Lexikon der Grundbegriffe des Sozialrechts. 1988.
- Verfahrensmängel im Sozialprozeß. Eine tabellarische Darstellung. 1988.
- mit Ralf Kreikebohm: Sozialrecht. 1993.